# Ursin (pustinjak)
Sveti Ursin (Hursannus, Ursitz, Oschanne; ? – oko 620.), irski svetac, misionar i hermit. Djelovao je u regiji Jura.

## Životopis
Bio je učenik svetog Kolumbana kojeg je slijedi kada je protjeran iz Burgundije 610. godine u samostanu Luxeuil. Štovanje sv. Ursina ima korijene u 7. stoljeću. U Grandvalu je 675. posvećena crkva njemu u čast. Njegov blagdan je 20. prosinca.
U ikonografiji, Ursin je prikazan kako drži knjigu i ljiljane u svojim rukama. Zaziva ga se kod ukočenog vrata.